# غزوة البلاغ
غزوة البلاغ هي عملية قامت بها جماعة «جند أنصار الله» بتاريخ 8 يونيو 2009 استهدفت موقع ناحل عوز العسكري الإسرائيلي الموجود شرق قطاع غزة.

## الاحداث
قامت مجموعة مكونة من 11 مقاتل من جند أنصار الله 8 منهم يركبون «الخيول» وثلاثة يركبون شاحنات وكان المقاتلين الموجودين على الجياد يحملون مدافع الهاون والرشاشات والعبوات الناسفة وعندما وصلوا السياج الفاصل بين القطاع والموقع قاموا بإطلاق النار على جنود الاحتلال الإسرائيلي وحدث تبادل إطلاق النار ومن ثم قام المقاتلين بإطلاق قذيفة هاون على«جيب هامر» مما أدى إلى تدميرها وجرح 4 جنود إسرائيليين، وقامت طائرة أباتشي بقصف المقاتلين أثناء انسحابهم مما أدى مقتل ثلاثة منهم.